# Санаа Латан
Санаа Латан (англ. Sanaa Lathan; 19 вересня 1971, Нью-Йорк, Нью-Йорк, США) — американська кіноакторка, а також актор озвучування.

## Біографія
Народилася 19 вересня 1971 року, в місті Нью-Йорк, штат Нью-Йорк, США. 
З дитинства займалася легкою атлетикою, гімнастикою а також танцями. Латан закінчила Каліфорнійський університет в місті Бреклі, а також драматичну школу, Єль.
З'являється на великому екрані в 1996 році. Знімалася у фільмах «Водій», «Любов і баскетбол», «Коричневий цукор». Найбільшу популярність здобула в фантастичному трилері «Чужий проти хижака» (2004).
Озвучувала героя Донну Таббс в мультсеріалі «Шоу Клівленда», а також «Гріффіни».

## Фільмографія
| Рік  | Українська назва          | Оригінальна назва           | Роль                                   |
| ---- | ------------------------- | --------------------------- | -------------------------------------- |
| 1997 | Диво в лісі               | Miracle in The Wood         | Лілі Янг                               |
| 1997 | Водій                     | Drive                       | Каролін Броуді                         |
| 1998 | Блейд                     | Blade                       | Ванесса Брукс                          |
| 1999 | Дерево                    | The Wood                    | Аліссія                                |
| 1999 | Кращий чоловік            | The Best Man                | Робін                                  |
| 1999 |                           | Catfish in Black Bean Sauce | Ніна                                   |
| 1999 | Життя                     | Life                        | Дейзі                                  |
| 2000 | Любов і баскетбол         | Love and Basketball         | Моніка Врайт                           |
| 2002 | Коричневий цукор          | Brown Sugar                 | Сінді Шов                              |
| 2003 | Несвоєчасно               | Out of Time                 | Енн Марі Гарріс                        |
| 2004 | Чужий проти хижака        | Aline vs. Predator          | Алекса Вудс                            |
| 2005 | Золотий Вогонь            | The Golden Blaze            | Моніка (голос)                         |
| 2006 | Щось нове                 | Something New               | Кені Макквін                           |
| 2008 | Сім'я яка виграє          | The Family That Preys       |                                        |
| 2009 | Чудовий світ              | Wonderful World             | Хайді                                  |
| 2009 | Синій порошок             | Powder Blue                 | Діана                                  |
| 2011 | Зараза                    | Contagion                   | Обрі Чів                               |
| 2013 | Свято найкращого чоловіка | The Best Man Holiday        | Робін Стеварт                          |
| 2013 | Покаяння                  | Repentance                  | Меггі Карет                            |
| 2015 | Ідеальний хлопець         | The Perfect Guy             |                                        |
| 2016 | Наближення до невідомого  | Approaching the Unknown     | Емілі Меддокс                          |
| 2016 | Ілюзія обману: Другий акт | Now You See Me 2            | керівник ФБР                           |
| 2017 | Американський убивця      | American Assassin           | Ірен Кеннеді - заступник директора ЦРУ |
| 2018 | Незабаром колись          | Nappily Ever After          | Віолета Джонес                         |
| 2019 | Син Америки               | Native Son                  | Труді Томас                            |